# Ngô Kiện Hùng
Ngô Kiện Hùng (tiếng Trung: 吳健雄; bính âm: Wú Jiànxíong, tiếng Anh: Chien-Shiung Wu) (13 tháng 5 năm 1912 – 16 tháng 2 năm 1997) là một nhà vật lý thực nghiệm người Mỹ gốc Trung Quốc. Là một chuyên gia thực nghiệm trên lĩnh vực phóng xạ, bà từng được mời tham gia Dự án Manhattan, bà Ngô cũng là nhà vật lý đã đưa ra kết quả thực nghiệm có ý nghĩa quyết định trong việc chứng minh sự vi phạm bảo toàn chẵn-lẻ (CP violation), khám phá đã đưa đến giải Nobel Vật lý năm 1957 cho hai nhà vật lý gốc Hoa khác là Lý Chính Đạo và Dương Chấn Ninh. Bà là nữ chủ tịch đầu tiên của Hội Vật lý Hoa Kỳ (American Physical Society) và được giới vật lý Hoa Kỳ và thế giới mệnh danh là "Quý bà Vật lý" (First Lady of Physics), "Marie Curie của Trung Quốc" hay đơn giản là "Madame Wu" ("Bà Ngô").

## Tiểu sử
Ngô Kiện Hùng sinh năm 1912 tại thành phố Thượng Hải, Trung Quốc trong một gia đình gốc gác Thái Thương, Giang Tô, bố của bà là ông Ngô Trọng Duệ (chữ Hán: 吳仲裔) còn mẹ là bà Phàn Phục Hoa (樊復華). Sau khi tốt nghiệp trường sư phạm nữ số 2 ở Tô Châu, bà tham gia dạy học tại Thượng Hải một năm trước khi nhập học tại Khoa Vật lý, Đại học quốc lập Trung ương tại Nam Kinh (sau năm 1949 là Đại học Nam Kinh) vào năm 1929. Bà tốt nghiệp đại học năm 1934 và tiếp tục học sau đại học cũng như làm trợ giảng tại Đại học Chiết Giang.

## Sự nghiệp
Năm 1936, Ngô Kiện Hùng sang Mỹ làm nghiên cứu sinh tại Đại học California tại Berkeley dưới sự hướng dẫn của nhà vật lý thực nghiệm từng đoạt giải Nobel Ernest Lawrence, bà bảo vệ thành công luận án tiến sĩ năm 1940. Hai năm sau bà lập gia đình cùng một nhà Vật lý gốc Hoa khác là Viên Gia Lưu (5/4/1912-11/2/2003, 袁家騮, cháu nội của Viên Thế Khải), hai người có một con trai là Viên Vĩ Thừa (Vincent Yuan-袁偉承), người sau này cũng trở thành nhà vật lý.
Sau khi hoàn thành luận án tiến sĩ, bà Ngô làm việc tại Smith College, Đại học Princeton từ năm 1942 đến năm 1944 và sau đó là Đại học Columbia ở New York từ năm 1944 đến khi bà nghỉ hưu năm 1980. Năm 1957, trong một bài báo đăng trên Physical Review có tựa đề Experimental Test of Parity Conservation in Beta Decay (Kết quả thực nghiệm về sự bảo toàn tính chẵn-lẻ trong phân rã beta), bà Ngô đã đưa ra kết quả thực nghiệm mang tính quyết định trong việc chứng minh lý thuyết về vi phạm tính chẵn-lẻ do Lý Chính Đạo và Dương Chấn Ninh đưa ra trước đó. Kết quả này đã giúp Lý và Dương được trao giải Nobel Vật lý 1957, một quyết định khiến Ủy ban trao giải Nobel gặp phải nhiều chỉ trích vì người đưa ra thí nghiệm đột phá giúp kiểm chứng lý thuyết, bà Ngô, lại không có tên trong danh sách nhận giải.
Sau thí nghiệm năm 1956, bà Ngô Kiện Hùng tiếp tục có các công trình về phân rã beta, tác phẩm Beta Decay in năm 1965 của bà Ngô cho đến nay vẫn là quyển sách tham khảo cơ bản của ngành vật lý hạt nhân về loại phân rã này. Trong giai đoạn sau của sự nghiệp, bà Ngô chuyển sang nghiên cứu liên quan tới y học. Năm 1975 bà được Hội Vật lý Hoa Kỳ bầu làm chủ tịch hội, đây là người phụ nữ đầu tiên có được vinh dự này.. Bà cũng là nhà khoa học nữ đầu tiên được nhận bằng tiến sĩ danh dự của Đại học Princeton và được trao một số giải thưởng và học vị khoa học danh giá khác như chức viện sĩ Viện hàn lâm Khoa học quốc gia Hoa Kỳ (1958), Giải thưởng Nhà nước về Khoa học, Hoa Kỳ (1975), Giải Vật lý Comstock (1964) và Giải Wolf Vật lý đầu tiên (1978).
Bà Ngô Kiện Hùng qua đời ngày 16 tháng 2 năm 1997 tại thành phố New York, Hoa Kỳ.